# Warmblood Fragile Foal Syndrome
Das Warmblood Fragile Foal Syndrome, kurz WFFS, ist eine vor allem bei Warmblutpferden auftretende erbliche Bindegewebsschwäche. Betroffene Fohlen zeigen überdehnbare Gelenke sowie eine sehr dünne und dadurch verletzungsanfällige Haut. Da die Krankheit nicht heilbar ist, werden solche Fohlen kurz nach der Geburt eingeschläfert.

## Vererbung
WFFS wird autosomal-rezessiv vererbt, d. h., es ergeben sich folgende mögliche Genotypen und Phänotypen.
- Genotyp N/N: gesundes Pferd
- Genotyp N/WFFS: Pferd ist selbst gesund, kann jedoch die WFFS-verursachende Genmutation an seine Nachkommen weitergeben
- Genotyp WFFS/WFFS: an WFFS erkrankt, nicht lebensfähig

## Praktische Auswirkungen in der Pferdezucht
Die Nachkommen eines gesunden Pferdes mit einem heterozygoten Merkmalsträger sind wiederum gesund oder heterozygote WFFS-Träger. Bei zwei heterozygoten Genträgern als Elterntiere besteht dagegen ein statistisches Risiko von 25 % für ein an WFFS erkranktes Fohlen. Ist der WFFS-Status der Elterntiere bekannt und werden diese trotzdem miteinander angepaart, greift das Tierschutzgesetz.

## Gentest auf WFFS
Für WFFS ist seit 2013 ein Gentest verfügbar. Das Labor benötigt dazu eine Blutprobe oder ausgezupfte Haare (mit Haarwurzel) des entsprechenden Pferdes.